# Яхим из Градца
Яхим из Градца (чеш. Joachim von Hradec; 14 июля 1526 — 13 декабря 1565, под Веной, Австрия) — чешский аристократ и крупный землевладелец из рода Витковичей из Градца, высочайший канцлер Чешского королевства в 1554—1565 годах.

## Биография
Яхим родился в 1526 году в семье Адама I из Градца и Анны из Рожмиталя. В возрасте пяти лет он потерял отца и номинально унаследовал обширные семейные владения, сделавшие его одним из богатейших чешских магнатов (1531). В 1534 году Яхим оказался при дворе короля Чехии Фердинанда Габсбургского; там он воспитывался в последующие годы вместе с эрцгерцогами Максимилианом (впоследствии императором) и Фердинандом (впоследствии правителем Передней Австрии и Тироля). Яхим освоил латынь и немецкий язык, совершил вместе с эрцгерцогами путешествие по Италии, Франции и Нидерландам.
В 1546 году Яхим из Градца вступил во владение родовыми землями. Часть их он передал в 1550-х годах младшему брату Захариашу, заключив с ним договор о наследовании: бы если один из братьев умер, не оставив сыновей, второй должен был получить его долю наследства. В 1547 году Яхим участвовал в битве при Мюльберге, где император Карл V (брат Фердинанда) разбил армию Шмалькальденского союза. В 1550 году он представлял Фердинанда на сейме моравских сословий в Ольмюце, в 1553 году сопровождал дочь Фердинанда Екатерину в Краков, на свадьбу с королём Речи Посполитой Сигизмундом II Августом. Наградой за службу стали должности бургграфа Карлштейна (1551), высочайшего канцлера Чешского королевства (1554).
Яхим из Градца погиб 13 декабря 1565 года: он утонул в Дунае, недалеко от Вены, при обрушении моста через реку.

## Семья
2 марта 1546 года Яхим из Градца женился на Анне из Рожмберка, дочери Йошта III из Рожмберка и Богунки из Штаремберга. В этом браке родились:
- Адам II (1549—1596);
- Йиндржих Адам (родился и умер в 1551);
- Анна (родилась и умерла в 1553);
- Альжбета (родилась и умерла в 1555)
- Анна Анешка (родилась и умерла в 1557)
- Анна Альжбета (1557—1596), жена Йиндржиха из Вальдштейна и Ольдржиха Феликса Попела из Лобковиц[5].